# 1994年の航空
< 1994年
1993年の航空 - 1994年の航空 - 1995年の航空

## 航空に関する出来事

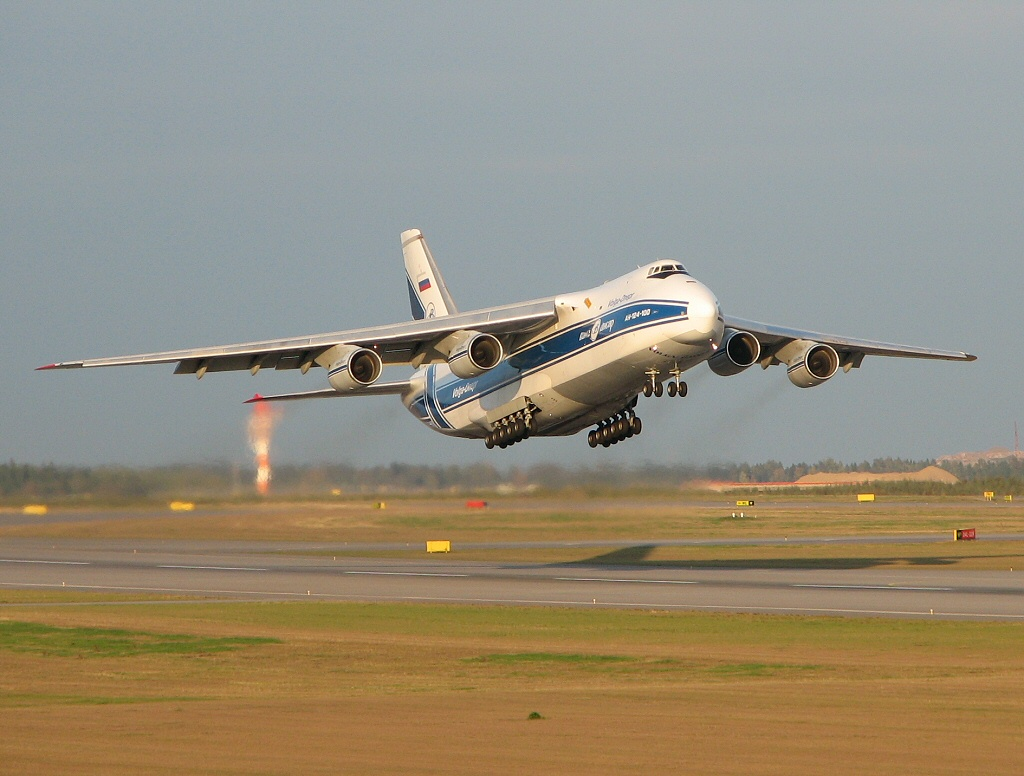
アントノフ An-124

- 3月7日 - 元日本大学講師の内藤晃が設計・製作した人力ヘリコプター、YURI-Iが日本航空協会の公式試験で高さ20cm、滞空時間19.46秒の飛行に成功した。
- 3月27日 - ユーロファイター2000が初飛行した。
- 4月14日 - アメリカ空軍の F-15 イーグルが、イラク軍のMil Mi-25と誤認してアメリカ陸軍のUH-60 ブラックホーク2機を撃墜した。
- 4月16日 - イギリス海軍のシーハリアーがセルビア上空で、地対空ミサイル SA-7 Grailで撃墜されたが、乗員は後に救助された。
- 4月26日 - 中華航空（チャイナエアライン）機が、名古屋空港で着陸失敗。（死者264名、中華航空140便墜落事故）
- 6月2日 - イギリス空軍のチヌーク・ヘリコプターがスコットランドで墜落、乗員・搭乗者の計29名が死亡（1994年イギリス空軍チヌーク墜落事故（英語版））。
- 6月6日 - 中国西北航空の西安発広州行きのWH2303便(ツポレフTu-154M)が、西安を離陸直後に墜落し、中国本土で最悪となった160人の犠牲者が出た。（中国西北航空2303便墜落事故）
- 6月9日 - ロシアの輸送機、アントノフ An-124がオンタリオ州からダブリンまで109トンのディーゼル機関車を輸送した。
- 6月12日 - ボーイング777-200（772A）が初飛行した。
- 8月 - 第617飛行隊のジョー・サルター大尉が、イギリス空軍初の女性高速ジェット機パイロットとなる。乗機はトーネード GR.1B。
- 8月30日 - ロッキードとマーティン・マリエッタが合併することが発表され、1995年にロッキード・マーティンが造られた。
- 9月4日 - 関西国際空港が開港。
- 9月14日 - エアバスA300-600ST ベルーガが初飛行した。
- 9月22日 - イギリス空軍の SEPECAT ジャギュアとアメリカ空軍の A-10がセルビア軍のT-55 戦車を破壊した。

## 1994年に初飛行した機体の画像

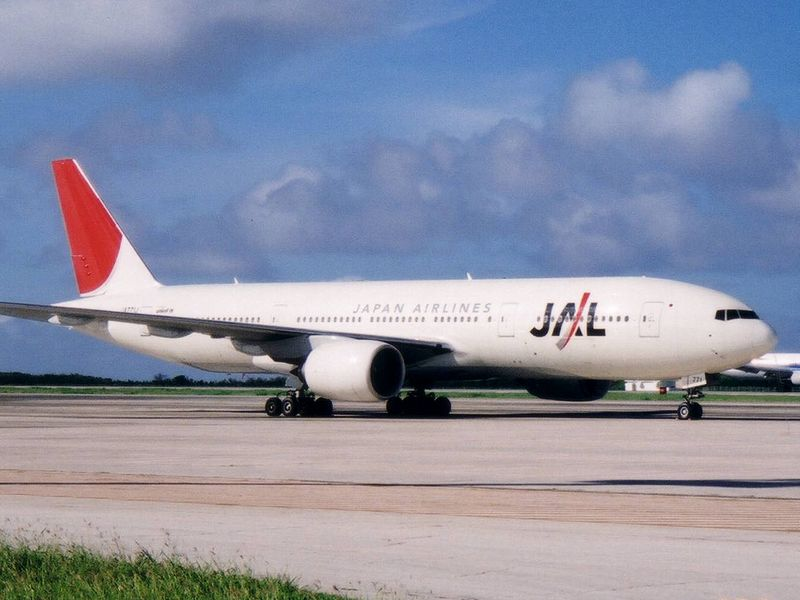
ボーイング777-200 (6月12日)
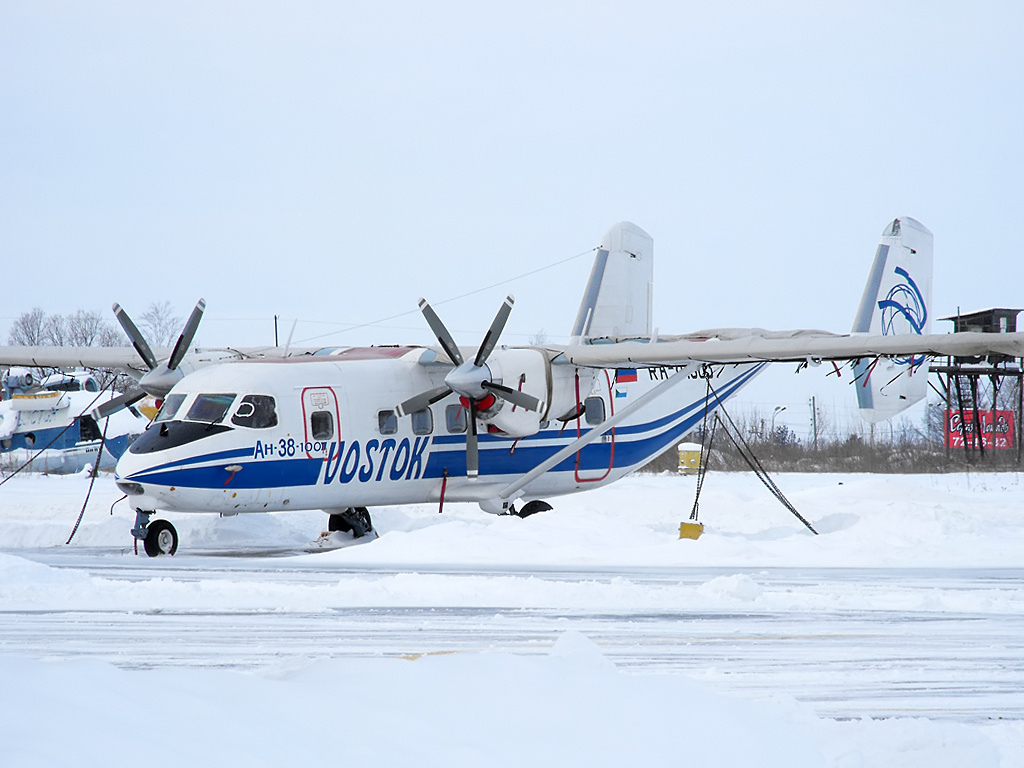
An-38 (6月23日)

## 航空に関する賞の受賞者
- デラボー賞： 1994 Robert D. Cabana と OV-102 "Columbia" の乗員(USA)、Richard J. Hieb (USA)、 James D. Halsell, Jr. (USA)、 Carl E. Walz (USA)、Donald A. Thomas (USA)、 Leroy Chiao (USA)、向井千秋 (Japan)